# Saanenmöser (Saanen)
Saanenmöser (toponimo tedesco) è una frazione del comune svizzero di Saanen, nel Canton Berna (regione dell'Oberland, circondario di Obersimmental-Saanen).

## Geografia fisica
Il villaggio di Saanenmöser sorge presso l'omonimo passo.

## Economia
Saanenmöser è una stazione sciistica sviluppatasi a partire dagli anni 1940.

## Infrastrutture e trasporti

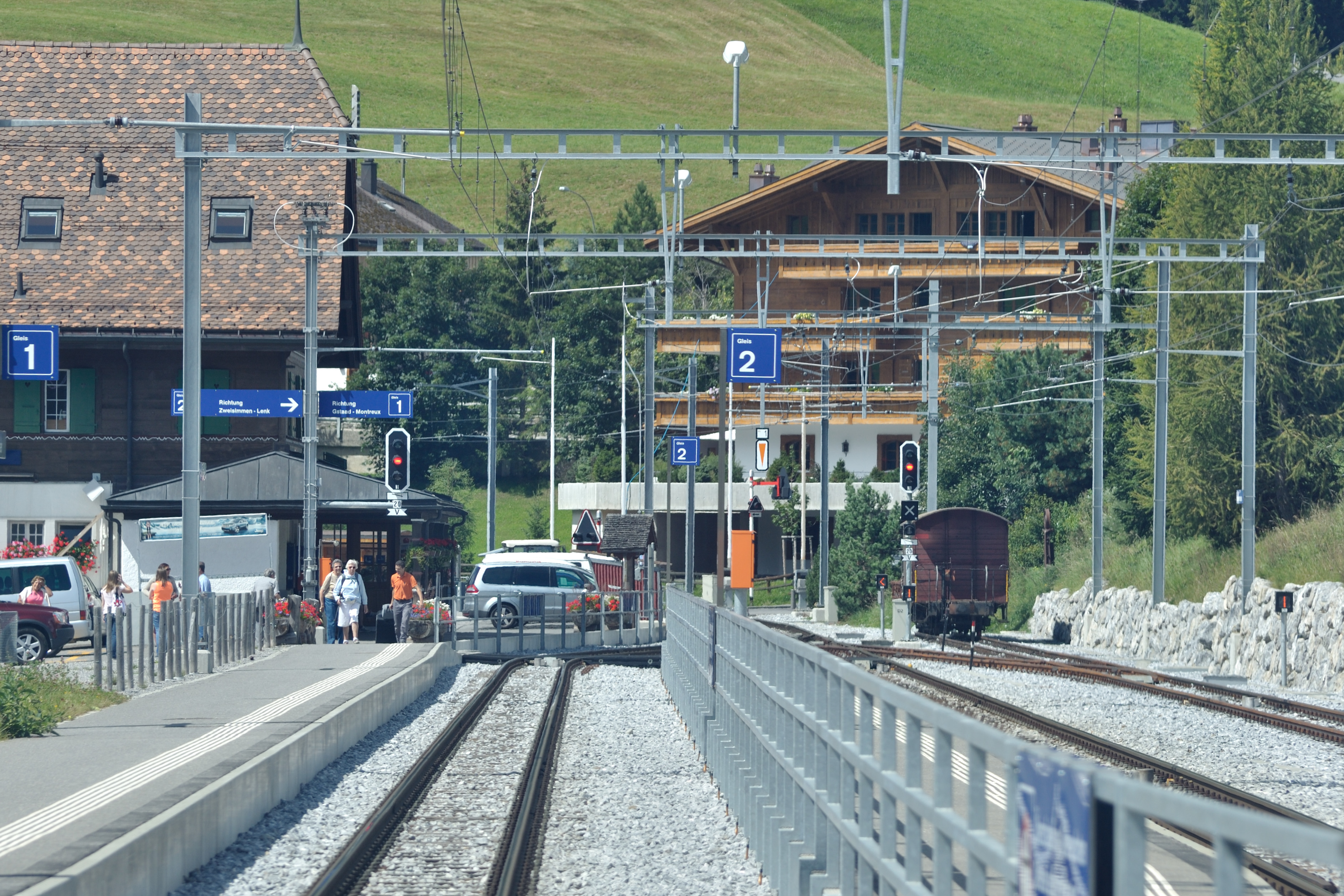
La stazione di Saanenmöser

Saanenmöser è servito dall'omonima stazione sulla ferrovia Montreux-Oberland Bernese.